# 佐藤篤士
佐藤篤士（さとう とくじ、1934年3月20日-2006年5月31日）は、日本の法学者。
山形県鶴岡市出身。1952年、山形県立鶴岡南高等学校卒、1958年、早稲田大学第一法学部卒、1961年、同大学大学院法学研究科修士課程修了。同年、早稲田大学法学部助手、1964年、同専任講師、1966年、同助教授、1971年、同教授。1977年、法学博士。1980年法制史学会理事。2000年早稲田大学大学史資料センター所長。2004年、定年、名誉教授。専門は古代ローマ法。
恩師は、中村吉三郎 (法学者)。門下生に西村隆誉志（愛媛大学名誉教授）、原田俊彦（早稲田大学教授）、熊丸光男（帝京大学教授）、足立清人（北星学園大学教授）、藤野奈津子（千葉商科大学教授）らがいる。

## 著書
- 『法学(上)』（敬文堂出版部、1967年）
- 『Lex XII tabularum 十二表法原文・邦訳および解説』（早稲田大学比較法研究所叢書 第7号）（早稲田大学比較法研究所、1969年）
- 『古代ローマ法の研究』（敬文堂出版部、1975年）［学位論文］
- 『法学の基礎理論』（敬文堂、1981年）
- 『ローマ法史(I)(II)』（敬文堂、1982-1988年）
- 『改訂Lex XII tabularum 十二表法原文・邦訳および解説』（早稲田大学比較法研究所叢書 第21号）（早稲田大学比較法研究所、1993年）

### 共著など
- 『法史学 日本法史・ヨーロッパ法史』（杉山晴康共著）（現代法講義 3）（評論社、1972年）
- 『国憲論綱 羅瑪律要』小野梓稿（福島正夫・中村吉三郎共編解）（早稲田大学比較法研究所叢書 第6号）（早稲田大学比較法研究所、1974年）
- 『司法への民衆参加 西洋における歴史的展開』（林毅共編著）（敬文堂、1996年）

### 翻訳
- GY.ディオズディ『ローマ所有権法の理論』（監訳）（学陽書房、1983年）
- ゲルハルト・ケプラー『ドイツ法史』（田山輝久・小倉欣一・原田俊彦・千葉徳夫共訳）（翻訳叢書 30）（成文堂、1999）
- ガーイウス『法学提要』（早稲田大学ローマ法研究会訳）（監訳）（敬文堂、2002年）

### 記念論集
- 『歴史における法の諸相 佐藤篤士先生還暦記念論文集』（佐藤篤士先生還暦記念論文集刊行委員会編）（敬文堂、1994年）
- 『法史学をめぐる諸問題』（佐藤篤士先生古稀記念論文集刊行委員会編）（敬文堂、2004年）

## 論文
- 佐藤篤士